# 佐野英利
佐野 英利（さの ひでとし、1979年〈昭和54年〉7月24日 - ）は、日本の政治家。大阪府岸和田市長（1期）。

## 来歴
大阪府貝塚市で生まれ、中学生の時に岸和田市に転居。岸和田市立岸城中学校、関西大学北陽高等学校を経て、北海学園北見大学（現・北海商科大学）卒業。卒業後は衆議院議員中山太郎の秘書を務める。2009年の第45回衆議院議員総選挙で中山は落選。間もなく中山の事務所を退職。その後、日本郵便株式会社の管理者試験を受験し、合格。岸和田小松里郵便局長に就任。自由民主党岸和田支部の会計責任者の経験があり、少なくとも2021年（令和3年）度から2023年（令和5年）度までの自由民主党岸和田支部の収支報告書に会計責任者として佐野英利の名前が書かれている。
2024年12月20日、岸和田市長永野耕平の不祥事が発覚し、岸和田市議会はこの問題を追及。永野に対する不信任決議が提出され、不信任案は賛成多数で可決された。これを受けて永野は市議会を解散した。翌2025年2月2日投開票の市議会議員選挙で反永野派とされる議員が24名のうち22名当選したことで、議会過半数を占めた。そのため再び永野に対する不信任決議案が提出されれば可決されることが確実となり、市長を失職する公算となった。同月17日に行われた市議会は2度目の不信任決議を提出、審議及び採決の結果、議員23人の全会一致で可決され、地方自治法の規定により同日付で永野は市長を失職した。この決議には市議選で当選した永野の妻、紗代は、親族に当たる「直接の利害関係者」のため、採決から除斥され議場から退席を余儀なくされた。
2月20日に佐野は市長選挙に出馬を表明。
3月30日に出直し市長選挙が告示され、佐野のほか、前職の永野、NPO法人代表理事ら4人が立候補の届出をした。4月6日投開票の結果、佐野は永野に大差をつけ初当選した。
※当日有権者数：153,766人 最終投票率：40.03%（前回比：11.76pts）
| 候補者名 | 年齢 | 所属党派 | 新旧別 | 得票数   | 得票率 | 推薦・支持 |
| -------- | ---- | -------- | ------ | -------- | ------ | ---------- |
| 佐野英利 | 45   | 無所属   | 新     | 48,307票 | 79.69% |            |
| 永野耕平 | 46   | 無所属   | 元     | 7,606票  | 12.55% |            |
| 花野眞典 | 46   | 無所属   | 新     | 4,119票  | 6.80%  |            |
| 上妻敬二 | 66   | 無所属   | 新     | 584票    | 0.96%  |            |